# Jacques d'Allonville
Jacques Eugène d'Allonville, Chevalier de Louville par Fontenelle (n. 14 iulie 1671 - d. septembrie 1732) a fost un astronom și matematician francez.
A stabilit o metodă precisă pentru calculul momentelor eclipselor de Soare.
În 1715 a devenit membru al Royal Society.
Craterul lunar Louville îi poartă numele.
1. 1 2  DE LOUVILLE Jacques d' Allonville, annuaire prosopographique: la France savante, accesat în 9 octombrie 2017
2. ↑  Bibliothèque nationale de France, accesat în 15 februarie 2022
3. ↑  „Jacques d'Allonville”, Gemeinsame Normdatei, accesat în 11 mai 2014
4. ↑  annuaire prosopographique: la France savante, accesat în 15 februarie 2022